# Lionel Mapleson
Lionel Mapleson nasceu na Inglaterra e foi um construtor de um dos maiores acervos históricos de áudio do mundo. Era filho do secretário musical da rainha Vitória, sobrinho de um dos maiores empresários ingleses de óperas e já havia estudado canto e violino e bibliotecário do Metropolian Opera de Nova York, desde aquela época a maior casa estados-unidense de espetáculos de música erudita.

## Acervo História de Áudio
Nascido na Inglaterra e radicado nos Estados Unidos, Mapleson era amigo pessoal de Thomas Edison, de quem adquiriu um fonógrafo. Naquele ano de 1900, esse aparelho, com cilindros de cera em vez de discos e uma corneta do tamanho de uma pessoa, era o que havia de mais moderno em termos de gravação e reprodução de som.
Fascinado com seu novo fonógrafo, Mapleson idealizou gravar as apresentações de ópera no Metropolian para coleciona-las e ouvi-las quando quisesse. Até então, ninguém tinha pensado em gravar espetáculos ao vivo. Um dos motivos era o avantajado tamanho do fonógrafo, impossibilitando pessoas sem influência para convencer os administradores da casa de realizarem tal processo. Mapleson instalou seu instrumento no chamado ponto, local de onde auxiliares diziam as falas dos textos para os cantores em caso de esquecimento. Mas, como prejudicava a visão, o fonógrafo não agradou à platéia. 
Assim, Mapleson o levou para a coxia, o que justifica a péssima qualidade das gravações. Por 4 anos, Mapleson gravou centenas de cilindros de dois minutos, entre eles os únicos registros de óperas cantadas por Jean de Reszke, o maior tenor do mundo até aparecer Caruso. Também são dele as primeiras gravações de hits eruditos como a ária Ritorna Vincitor da ópera Aída, de Verdi, e o Coro dos Soldados, do Fausto de Gounod. 
Porém Mapleson teve de finalizar suas atividades quando grandes gravadoras fecharam contratos para registrar os recitais. Mapleson retirou seu instrumento do Metropolian, mas ainda tentou negociar com gravadoras londrinas para ter seus cilindros transformados em discos, o que só foi acontecer no fim de sua vida, quando suas gravações foram redescobertas por colecionadores e acabaram reeditadas em LPs.
Mapleson morreu aos 71 anos, ainda como bibliotecário do teatro.